# Lárnaca
Lárnaca (en griego: Λάρνακα [Lárnaka]) es la tercera ciudad más grande de Chipre, después de Nicosia y Limassol. Es la capital del distrito homónimo. Localizada en la costa sureste de la isla, tiene una población de unos 72.000 habitantes (2010). En ella se encuentra el segundo puerto y el aeropuerto más importante de Chipre, el Aeropuerto Internacional de Lárnaca, ubicado al sur de la ciudad. Es, también, un importante resort turístico. Casi inmediato a la ciudad se encuentra la base soberana del Reino Unido llamada Dekelia. Al norte se encuentra la antigua refinería de petróleo de la isla, que se redujo a una instalación de almacenamiento después de que fuese vendida en 2008. La ciudad, también es conocida por su pintoresco malecón (costanera) que incluye filas de palmeras (o φοινικούδες, Finikoudes, en dialecto chipriota). Lárnaca Marina es uno de los cuatro puntos oficiales de entrada a Chipre por vía marítima.

## Historia

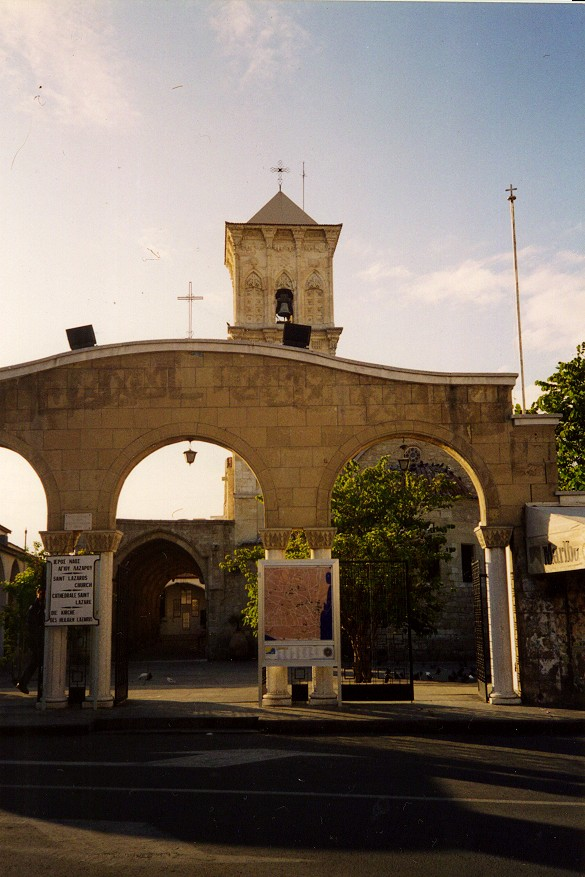
Frente de la Iglesia de San Lázaro.

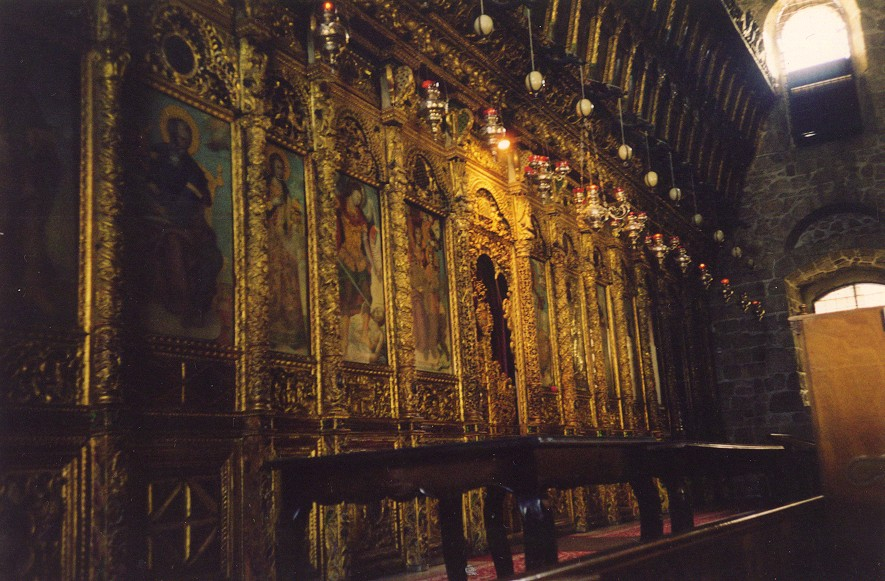
Interior de la Iglesia de San Lázaro.

Lárnaca fue fundada por los fenicios y fue conocida como Citio (Kition en griego y Citium en latín). El nombre bíblico, Kittim, aunque deriva de Citium, fue de hecho usado en términos bastantes generales para Chipre en su conjunto, y ocasionalmente los judíos por los griegos y romanos. Lárnaca es coloquialmente conocida como "Skala" (en griego: Σκάλα), lo que significa "escalera" o "etapa de amaramiento", refiriéndose al estatus de la ciudad en la historia como un puerto importante.
Como la mayor parte de las ciudades chipriotas, Citio perteneció al Imperio persa o aqueménida. En el año 450 a. C., el general ateniense Cimón murió en el mar defendiendo la ciudad de Citio en una gran batalla con los persas. En su lecho de muerte instó a sus generales a que ocultaran su muerte tanto a sus aliados como a los persas. La cita "Και Νεκρός Ενίκα" ("Incluso en la muerte fue victorioso") se refiere a Cimón. Una estatua de Cimón el Ateniense se alza orgullosamente en el frente litoral de la moderna Lárnaca.
Como otras ciudades de Chipre ha sufrido repetidamente terremotos y en la época medieval cuando su bahía se rellenó (un signo de que la isla fue deforestada y sobreexplotados sus pastos) la población se trasladó a Lárnaca, en el frente abierto al mar más al sur. La ensenada y la ciudadela han desaparecido hoy. Quedan restos del recinto amurallado y de un santuario con numerosas ofertas de terracota. El gran cementerio ha proporcionado constante botín a las excavaciones ilícitas durante más de un siglo.
Lárnaca era un lugar relativamente desconocido fuera del país, hasta que la turbulencia derivada de la invasión turca de 1974 provocó que las Naciones Unidas controlaran el principal aeropuerto internacional de Chipre en Nicosia. Poco después, se construyó un aeropuerto alternativo en Lárnaca para garantizar el flujo de turistas esencial para la economía chipriota. Como consecuencia, el poblado de Lárnaca se comenzó a desarrollar más rápidamente.
El turismo que acude a Chipre buscando sol y playas encuentra poco que hacer en Lárnaca, pues ésta es más bien una localidad cuyo atractivo son sus aires del "viejo Chipre". Entre los edificios históricos de la ciudad el más destacado es la Iglesia de San Lázaro de la cual destaca su alta torre campanario, en su interior se veneran los restos y las reliquias de San Lázaro de Betania. También destaca el Castillo de Lárnaca, construido para proteger la costa sur de Chipre.

### Fiestas populares
Anualmente se celebra el Festival de Kataklysmós, cincuenta días después de la Pascua (es decir a principios de verano, entre mayo y junio). La Iglesia ortodoxa chipriota ha consagrado el festival como la celebración de la salvación de Noé en el diluvio universal, aunque hay versiones que apuntan que se trata de una fiesta pagana en sus orígenes, probablemente conmemorando el nacimiento de Afrodita.
El festival solía durar una semana, pero en los últimos años, con la comercialización cada vez mayor de puestos periféricos en paseos y restaurantes se ha extendido a cerca de tres semanas, durante el cual la primera línea de playa está cerrada al tráfico por las tardes.

### Arte
La ciudad alberga desde 2018 la Bienal de Larnaca. La Primera Bienal atrajo a más de 22.000 visitantes. La siguiente edición se pospuso hasta 2021 debido a la crisis de Corona en 2020 y muestra obras de arte en las sedes del Museo Pierides y la Galería de Arte Municipal de Larnaca.

## Clima
| Parámetros climáticos promedio de Lárnaca | Parámetros climáticos promedio de Lárnaca | Parámetros climáticos promedio de Lárnaca | Parámetros climáticos promedio de Lárnaca | Parámetros climáticos promedio de Lárnaca | Parámetros climáticos promedio de Lárnaca | Parámetros climáticos promedio de Lárnaca | Parámetros climáticos promedio de Lárnaca | Parámetros climáticos promedio de Lárnaca | Parámetros climáticos promedio de Lárnaca | Parámetros climáticos promedio de Lárnaca | Parámetros climáticos promedio de Lárnaca | Parámetros climáticos promedio de Lárnaca | Parámetros climáticos promedio de Lárnaca |
| Mes                                       | Ene.                                      | Feb.                                      | Mar.                                      | Abr.                                      | May.                                      | Jun.                                      | Jul.                                      | Ago.                                      | Sep.                                      | Oct.                                      | Nov.                                      | Dic.                                      | Anual                                     |
| ----------------------------------------- | ----------------------------------------- | ----------------------------------------- | ----------------------------------------- | ----------------------------------------- | ----------------------------------------- | ----------------------------------------- | ----------------------------------------- | ----------------------------------------- | ----------------------------------------- | ----------------------------------------- | ----------------------------------------- | ----------------------------------------- | ----------------------------------------- |
| Temp. máx. media (°C)                     | 17                                        | 17                                        | 19                                        | 23                                        | 27                                        | 30                                        | 32                                        | 33                                        | 31                                        | 29                                        | 23                                        | 18                                        | 24.9                                      |
| Temp. mín. media (°C)                     | 8                                         | 7                                         | 9                                         | 12                                        | 16                                        | 20                                        | 22                                        | 23                                        | 20                                        | 17                                        | 13                                        | 9                                         | 14.7                                      |
| Precipitación total (mm)                  | 78                                        | 41                                        | 34                                        | 18                                        | 9                                         | 3                                         | 1                                         | 0                                         | 7                                         | 14                                        | 53                                        | 95                                        | 353                                       |
| Fuente: ViajaTiempo                       |                                           |                                           |                                           |                                           |                                           |                                           |                                           |                                           |                                           |                                           |                                           |                                           |                                           |

## Personas destacadas
- Lukas Yiorkas, cantante y representante de Grecia en Eurovisión 2011.
- Maria Elena Kyriakou, cantante y representante de Grecia en Eurovisión 2015.

## Ciudades hermanas
- Acapulco, México[3][4]
- Venecia, Italia
- Poti, Georgia
- Haringey, Reino Unido
- Glifada, Grecia
- Ajaccio, Francia
- Bratislava, Eslovaquia
- Lárisa, Grecia
- Novosibirsk, Rusia
- Szeged, Hungría
- Sarandë, Albania
- El Pireo, Grecia
- Leros, Grecia
- Ilioupoli, Grecia
- Marrickville, Australia
- Trípoli, Líbano